# Laelia leucolepis
Laelia leucolepis är en fjärilsart som beskrevs av Paul Mabille 1897. Laelia leucolepis ingår i släktet Laelia och familjen tofsspinnare. Inga underarter finns listade i Catalogue of Life.